# 암브로시아 (밴드)
암브로시아(Ambrosia)는 미국의 록 밴드이다.